# Cantón de Saint-Chaptes
El cantón de Saint-Chaptes era una división administrativa francesa, que estaba situada en el departamento de Gard y la región de Languedoc-Rosellón.

## Composición
El cantón estaba formado por dieciséis comunas:
- Aubussargues
- Baron
- Bourdic
- Collorgues
- Dions
- Foissac
- Garrigues-Sainte-Eulalie
- La Calmette
- La Rouvière
- Montignargues
- Moussac
- Saint-Chaptes
- Saint-Dézéry
- Sainte-Anastasie
- Saint-Geniès-de-Malgoirès
- Sauzet

## Supresión del cantón de Saint-Chaptes
En aplicación del Decreto nº 2014-232 de 24 de febrero de 2014, el cantón de Saint-Chaptes fue suprimido el 22 de marzo de 2015 y sus 16 comunas pasaron a formar parte; once del nuevo cantón de Uzès, cuatro del nuevo cantón de Calvisson y uno del nuevo cantón de Quissac.